# Leskó László (labdarúgó)
Leskó László (1955–) magyar labdarúgó, kapus.
A Nagykőrösi Kinizsi, a Ferencváros, a Budafoki MTE, a Kossuth KFSE, a Kecskeméti SC, a Délép SC, a Rába ETO, a Paksi Atomerőmű, majd a Paksi SE játékosa.
Egyszeres ifjúsági, 11-szeres hadsereg válogatott.
Az 1982–83-as bajnokságban a Rába ETO-val bajnoki címet szerzett de bajnoki mérkőzésen nem lépett pályára, valamennyi találkozón tartalék játékos volt, szerepelt a MNK és a Képes Sport kupákon.
Az 1983–84-es bajnokságban négy NB I-es bajnoki mérkőzésen játszott, de előbb szerepelt nemzetközi mérkőzésen, BEK-nyolcaddöntőn mint elsőosztályú bajnoki mérkőzésen. (Dinamo Minszk-Rába ETO 3–1 1983 november 2, Minszk)
Pályafutása utolsó éveiben az Energetikai Szakképzési Intézet testnevelő tanára.
Pályafutása befejezése után extrémsportokkal foglalkozó céget és utazási irodát alapított. Az első magyar raftingtúrák szervezése, a vadvízi túravezetők képzése, és óvodai valamint  szenior korúak síoktatása fűződik a nevéhez.